# Копальня Кончітіна
Копальня Кончітіна (Conchitina) — виробничий майданчик на північному заході Іспанії, що займається видобутком кварцу.
Гірнича ліцензія на видобуток кварцу з родовища Кончітіна була вперше видана в 1963 році. У 1979-му права на розробку придбала компанія Cuarzos Industriales, якою володіла португальська Cimpor. У 1996-му Cuarzos Industriales викупила компанія FerroAtlántica зі складу іспанської групи Villar Mir, яка в 1990-х роках сконцентрувала у своїх руках всю феросплавну галузь Іспанії — заводи в Монсоні, Бу, Сее, Думбрії, а також завод металургійного кремнію в Сабоні. Саме ця галузь є великим споживачем кварцу, що є основою для феросиліцію, феросилікомарганцю та металургійного кремнію. З 2015-го контроль над копальнею перейшов до Ferroglobe, створеної злиттям FerroAtlántica з американською Globe Specialty Metals.
У 1997-му видали гірничу ліцензію на розробку блоку Кончітіна II, який разом з Кончітіна формує єдиний комплекс копальні, відомий як Coto Minera Conchitina.
Станом на першу половину 2020-х потужність копальні становить 150 тисяч тонн кварцу на рік. При цьому в 2021, 2022 та 2023 роках фактично було видобуто лише 20, 25 та 14 тисяч тонн. Розробка ведеться відкритим способом, а видобута порода спрямовується для підготовки на збагачувальну фабрику копальні Сонія, що розташована за п'ять кілометрів від Кончітіни.
Станом на кінець 2023-го запаси копальні оцінювались у 0,98 млн тонн.